# Philodromus krausi
Philodromus krausi este o specie de păianjeni din genul Philodromus, familia Philodromidae, descrisă de Muster și Konrad Thaler în anul 2004.
Este endemică în Turcia. Conform Catalogue of Life specia Philodromus krausi nu are subspecii cunoscute.